# Peter Fricke

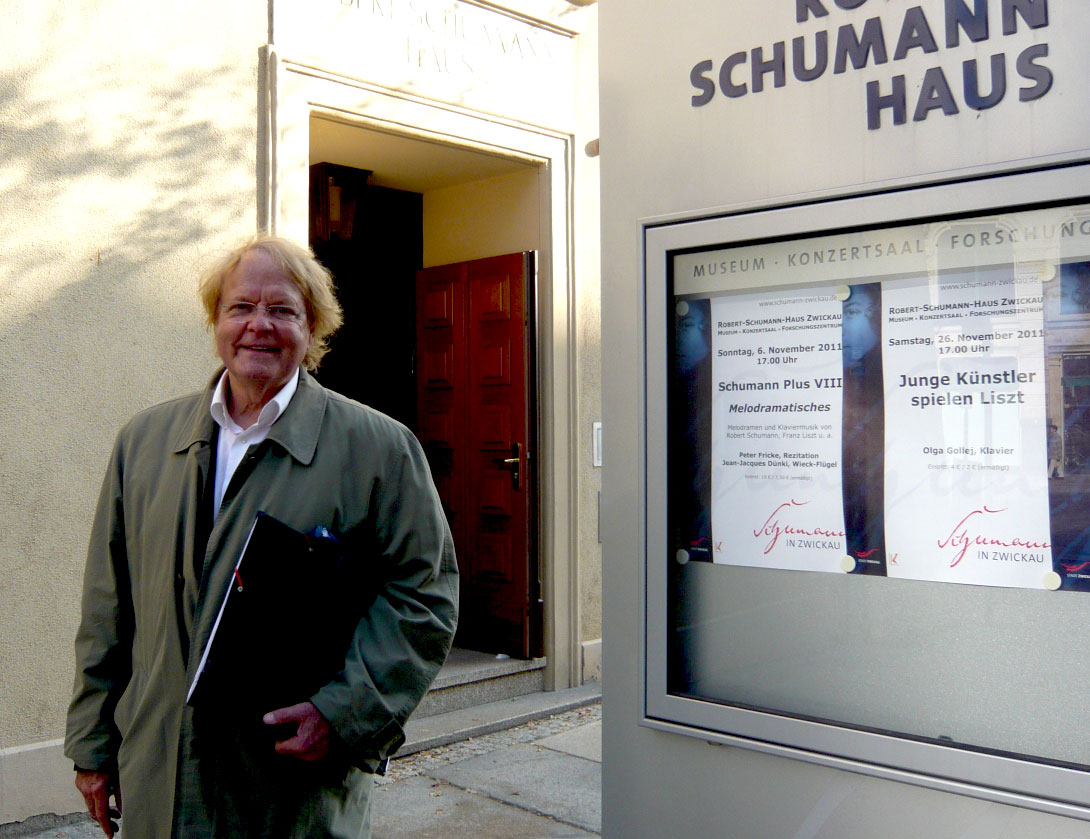
Peter Fricke vor dem Schumann-Haus in Zwickau, 2014

Peter Fricke (* 26. August 1939 in Berlin) ist ein deutscher Film- und Theaterschauspieler und Synchronsprecher.

## Leben
Peter Fricke wuchs bei seiner bayerischen Mutter in Murnau am Staffelsee auf. Nach dem Abitur absolvierte er an der Otto-Falckenberg-Schule in München eine Ausbildung zum Schauspieler. Seinen ersten Bühnenauftritt hatte Fricke 1960 als Lysander in dem Stück Ein Sommernachtstraum von William Shakespeare.
Nach Engagements unter anderem an den Städtischen Bühnen Frankfurt (Intendant Harry Buckwitz), den Städtischen Bühnen Köln (Intendant Oscar Fritz Schuh) und ab 1964 dem Bayerischen Staatsschauspiel München (Intendant Helmut Henrichs), bei dem er zehn Jahre engagiert war (Auszeichnung jüngster deutscher Staatsschauspieler), arbeitete er ab 1974 als freier Schauspieler mit Gasttheaterengagements in Berlin, Hamburg, Düsseldorf, Bonn, Nürnberg, Wien, Zürich und wieder München. Ab 1973 gab es Gastspielrollen in Berlin, Hamburg, Wien, Zürich und Düsseldorf, und sein künstlerischer Partner wurde der Regisseur Rudolf Noelte, der ihn in Egmont, Die Wildente, Drei Schwestern u. a. besetzte. Nach längerer Pause setzte er seine Theaterarbeit fort, auch mit Stücken im Musiktheater wie Bernauerin in Zürich, München und Nürnberg und mehreren Arbeiten mit Rafael Kubelík und Lorin Maazel, Stücke wie Oedipus Rex, Die Geschichte vom Soldaten sowie alle Sprechrollen mit den Münchner Philharmonischen Solisten, so auch beim Lucerne Festival 2007, oder 2008 in der Frankfurter alten Oper in Peer Gynt. Im Theater des Westens und Deutschen Theater München spielte er die Figur des Higgins in My Fair Lady in 156 Vorstellungen.
Neben seinen Theaterengagements begann Fricke in den späten 1950er Jahren, für das Fernsehen zu arbeiten. Seine Fernsehtätigkeit begann er beim Hessischen Rundfunk und setzte sie beim Bayerischen Rundfunk mit Gerhart Hauptmanns Und Pippa tanzt unter der Regie von Fritz Umgelter fort. In zahlreichen TV-Produktionen spielte er prägnante, vielschichtige und oft auch zwielichtige Rollen, in Krimireihen wie Der Kommissar, Der Alte, Derrick, SOKO, Krimistunde, Tatort oder in den Durbridge-Filmen. Nach dem Ausscheiden aus dem festen Theaterensemble folgten weitere Filme wie Rainer Erlers Mehrteiler Das Blaue Palais, Die rote Kapelle, Wunnigel, Nathan der Weise und Heinz Rühmanns letzter Spielfilm „Oh Jonathan – oh Jonathan!“ Ende 1989 zog Fricke sich etwas vom Fernsehen zurück, ab Mitte der 1990er Jahre war er noch in Immer wieder Sonntag, Der Bulle von Tölz, Unser Charly oder Schlosshotel Orth in Episodenrollen zu sehen. 2008 spielte er in dem BR-Dokuspiel Hitler vor Gericht die Figur des Erich Ludendorff.
Ende 1989 eröffnete Fricke ein französisches Restaurant in Grünwald bei München, das er mit Küche und Bar und „Wort- und Musikprogrammen“ zehn Jahre lang führte. In diesen Jahren entstand seine Hörbuchreihe Bunuel-Grünwald; zuletzt wurde 2015 Michelangelo – Der Dichter veröffentlicht. Seine Hörfunktätigkeit an den Sendern führte er über die Jahrzehnte kontinuierlich fort.
Fricke arbeitete auch als Synchronsprecher, beispielsweise sprach er in den BBC-Produktionen die Titelrollen in Shakespeares Hamlet und Richard II. sowie in Ranke-Graves Ich, Claudius, Kaiser und Gott. Er gab David Rasche, Jean-Pierre Léaud, John Hurt, Ian McKellen, Pierre Richard, Alan Rickman, Jack Cassidy, Patrice Chéreau, Jean-Pierre Cassel, Derek Jacobi, Geoffrey Rush, Sidney Poitier, Laurence Olivier ihre deutsche Stimme.
Fricke war mit seiner prononcierten Stimme auch an vielen Hörspielen beteiligt, so zum Beispiel in 80 Tage um die Welt, Dubliners, Harris Pompeji, Umberto Ecos Baudolino, Peter Weiss’ Die Ästhetik des Widerstands, Andy Warhols Tagebuch, Celine, Zwei Fremde im Zug, Vier Fälle für Lord Peter, Metropolis, Nachtzug nach Lissabon, Grischka und sein Bär, Burn out, Dracula Dracula, Sherlock Holmes, Paul Temple, Pygmalion, Nietzsche: Warum ich ein Schicksal, Momo sowie 2015 Laurence Sternes Tristram Shandy (darin die Rolle des Vaters von Tristram) oder für den NDR den Prof. Kuckuck in Thomas Manns Felix Krull, den Hörspielmehrteiler für den WDR Der verbotene Ort von Fred Vargas und viele Literatur-Features.
Zur Literaturnobelpreisverleihung an Jean-Marie Gustave Le Clézio sprach er für BR2 Literatur den Roman Onitsha in drei Teilen. Weitere Hörbücher sind beispielsweise Ingrid Nolls Ehrenwort oder Veronique Bizots Meine Krönung. Fricke tritt bei Lesungen im In- und Ausland (Norwegen, Schweiz, Frankreich und Italien) auf.
Im Sommer 2006 heiratete Fricke die italienische Malerin und Schauspielerin Patrizia Orlando, die er 1994 bei Proben für das Theaterstück von Goldonis Der Lügner kennengelernt hatte.

## Auszeichnungen
- 2007 erhielt Peter Fricke als Sprecher von Oscar Wildes Das Gespenst von Canterville den Deutschen Hörbuchpreis. 2009 erhielt er den Preis auch als Interpret von Die Ästhetik des Widerstands von Peter Weiss.
- 2010 erhielt Fricke den Deutschen Hörbuchpreis erneut in der Kategorie „Beste Fiktion“ für Chronik der Gefühle von Alexander Kluge (Regie: Karl Bruckmaier).

## Filmografie (Auswahl)

### Schauspieler
- 1958: Colombe
- 1960: Die Irre von Chaillot – TV
- 1965: Des Meeres und der Liebe Wellen – TV
- 1967: Der Werbeoffizier – TV
- 1967: Das Attentat – L. D. Trotzki – TV
- 1968: Rosalinde – TV
- 1968: Der Unbesonnene – TV
- 1968: Was ihr wollt – TV
- 1968: Wie es euch gefällt – TV
- 1969: Der Kommissar – (Folge 7: Keiner hörte den Schuss)
- 1969: Zehn kleine Negerlein – TV
- 1970: Pater Brown – Der rote Mond von Meru
- 1970: Gestern gelesen – Sabotage am TR 1000
- 1971: Der Hitler/Ludendorff-Prozeß – TV
- 1971: Besuch auf einem kleinen Planeten (Fernsehspiel)
- 1971: Die heilige Johanna
- 1972: Der Kommissar – (Folge 50: Der Tennisplatz)
- 1972: Der letzte Werkelmann
- 1972: Die rote Kapelle
- 1972: Alpha Alpha
- 1972: Marya Sklodowska-Curie – TV
- 1972: Butler Parker – Der Doppelgänger
- 1972: Alexander Zwo (Fernseh-Mehrteiler) – Gefährliche Heimkehr
- 1973: Oh Jonathan – oh Jonathan!
- 1973: Der Kommissar – (Folge 58: Schwarzes Dreieck)
- 1973: Frühbesprechung – Die Handschrift
- 1973: Der Menschenfreund – TV
- 1974: Der kleine Doktor – Zu viele Ärzte
- 1974–1976: Das Blaue Palais (5 Folgen)
- 1975: Strategen der Liebe – TV
- 1975: Der Kommissar – (Folge 93: Ein Playboy segnet das Zeitliche)
- 1976: Partner gesucht
- 1976: Als wär’s ein Stück von mir – TV
- 1976: Der Kommissar – (Folge 97: Tod im Transit)
- 1977: Der Anwalt (Fernsehserie) – Senfgas
- 1977: Wer sah ihn sterben? – TV
- 1977: Der Überläufer. Der Fall Wlassow – TV
- 1977: Der Alte (Fernsehserie) – (Folge 4: Toccata und Fuge)
- 1978: Wunnigel – TV
- 1978–1995: Derrick (8 Episoden)
- 1979: Nathan der Weise (Fernsehfilm)
- 1979: Der Alte (Fernsehserie) – Folge 33: Eine große Familie
- 1980: Die Alten kommen – TV
- 1980: Der Floh im Ohr – TV
- 1981: Die Wildente – TV
- 1981: Tatort – Im Fadenkreuz
- 1982: Das heiße Herz – TV
- 1982: Bekenntnisse des Hochstaplers Felix Krull
- 1982: Die Krimistunde (Fernsehserie, Folge 1, Episode: „Der Sündenbock“)
- 1983: Rendezvous der Damen – TV
- 1983: In Zeiten wie diesen – TV
- 1984: August der Starke – TV
- 1984: Ravioli (Fernsehserie)
- 1984: Jakob und Adele (Fernsehserie) – Die Probefahrt/Von der Schwierigkeit, ein Kamel zu verkaufen/Eine Altersliebe/Eine Freudenbotschaft
- 1985: Der Sonne entgegen (3 Episoden)
- 1985: Tatort – Schmerzensgeld
- 1986: Kir Royal – Wer reinkommt, ist drin
- 1986: Der Alte – (Folge 101: Sein erster Fall)
- 1986: Was zu beweisen war – TV
- 1986: Kein Alibi für eine Leiche – TV
- 1986: Acht Stunden Zeit – TV
- 1987: Der Schatz im Niemandsland
- 1987: Der Landarzt (8 Folgen)
- 1987: Wallenstein (Serie)
- 1987: Der Elegante Hund
- 1987: Evelyn und die Männer – TV
- 1988: Didi – Der Experte
- 1988: Spielergeschichten
- 1988: Polizeiinspektion 1 – Einmal im Leben
- 1988: Der Alte (Fernsehserie) – Folge 133: Der Freispruch
- 1989–2012: SOKO 5113 (4 Episoden)
- 1990: Kann ich noch ein bisschen bleiben? – TV
- 1992: Frau bleibt Frau – TV
- 1993: Der Alte – Folge 188: Anstiftung zum Mord
- 1994: Ein unvergeßliches Wochenende – In Lissabon
- 1994: Lutz & Hardy – Gott der Diebe
- 1995: Lieben wie gedruckt (Fernsehserie – mehrere Folgen)
- 1995: Tatort – Ein ehrenwertes Haus
- 1995: Der Alte (Fernsehserie) – Folge 207: Tote reden doch
- 1995: Inseln unter dem Wind
- 1995: Die Sängerknaben
- 1996: Der Bulle von Tölz: Tod im Internat
- 1996: Immer wieder Sonntag – (6 Folgen)
- 1996: Zwei Brüder – In eigener Sache
- 1996: Schöne G’schichten mit Helmut Fischer: Hund und Katz – TV
- 1996: Ein idealer Kandidat – Alles ist machbar, Herr Nachbar
- 1997: Rossini
- 1997: Die Stunden vor dem Morgengrauen – TV
- 1998: Eine Frau mit Pfiff – TV
- 1998: Unser Charly – Charly, der Bruchpilot
- 1998: Wolffs Revier – Der kleine Tod
- 1999: Die Verbrechen des Professor Capellari – Brennende Herzen
- 1999: Aus heiterem Himmel – Zahn um Zahn
- 2000: Fast ein Gentleman – (2 Episoden)
- 2001: Die fabelhafte Welt der Amélie (Erzähler)
- 2003: Zwei Väter einer Tochter
- 2003: Dogville (Erzähler)
- 2004: Frechheit siegt – TV
- 2004: Schlosshotel Orth – Ein neues Leben
- 2005: Pfarrer Braun – Adel vernichtet
- 2005: Manderlay (Erzähler)
- 2005: Gefühl ist alles – TV
- 2005: Conny und die verschwundene Ehefrau – TV
- 2006: SOKO Leipzig – Psycho
- 2007: Der Sternwanderer (Erzähler)
- 2009: Hitler vor Gericht
- 2011–2020: Pastewka (5 Episoden)
- 2012: Oben ohne – (2 Episoden)
- 2013: SOKO Stuttgart – Besetzt
- 2015: München 7 – Bombenhochzeit
- 2015: Pitter Patter Goes My Heart (Erzähler)
- 2016: Die Rosenheim-Cops – Vom Glück erschlagen
- 2021: Kanzlei Berger – Privatsache als Herr Knaup
- 2023: Bettys Diagnose – Auf ein Neues als Helmut Petzold

### Synchronsprecher
- 1958: Für Tony Britton in Arzt im Zwiespalt als Dr. Philip Selwood
- 1971: Für Sidney Poitier in Brother John – Der Mann aus dem Nichts als John Kane
- 1973: Für Jack Cassidy in Columbo: Tödliche Trennung als Ken Franklin
- 1976: Für Gavin Muir in Charlie Chan beim Pferderennen als Bagley (Synchronisation im Jahr 1976)
- 1984: Für David Rasche in Angriff ist die beste Verteidigung als Jeff the KBG Agent
- 1986: Für John Sutton in Der Unsichtbare kehrt zurück als Dr. Frank Griffin (WDR-Synchronisation)
- 1987: Für Monte Markham in Love Boat als Joe Costello
- 1988: Für Ed Begley junior in Love Boat als Allan Bundy
- 1988: Für Andy Warhol in Love Boat als Andy Warhol
- 1990: Für Joseph Campanella in Trapper John, M.D. als Dr. Julian King
- 1994: Für Kenneth Williams in Alles unter Kontrolle, keiner blickt durch als Rhandi Lal, Khasi von Kalabar (Synchronisation im Jahr 1994)
- 1994: Für David Rasche in Bigfoot – Mein großer Freund (Bigfoot: The Unforgettable Encounter)
- 1997: Für David Rasche in Columbo: Keine Spur ist sicher als Patrick Kinsley
- 1999: Für Ed O’Neill in Der Knochenjäger als Detective Paulie Sellitto
- 1999: Für Donald Trump in Die Nanny als Donald Trump
- 2001: Für Geoffrey Rush in Der Schneider von Panama als Harry Pendel
- 2001: Für Jay Leno in Veronica als Jay Leno
- 2002: Für Shawn Lawrence in Sherlock Holmes – Der Vampir von Whitechapel als Bruder Marstoke
- 2003: Für Terence Stamp in Die Geistervilla als Ramsley
- 2005: Für Tom Wilkinson in Der Exorzismus von Emily Rose als Pfarrer Moore
- 2010: Für Régis Royer in Adèle und das Geheimnis des Pharaos als Patmosis
- 2011: Für Patrick Stewart in Gnomeo und Julia als William Shakespeare
- 2020–2025: Für F. Murray Abraham in Mythic Quest: Raven’s Banquet als C.W. Longbottom (Fernsehserie)

## Hörspiele (Auswahl)
- 1959: Günter Eich: Die Mädchen aus Viterbo, Regie: Fränze Roloff (HR/SDR)
- 1962: Ernst Nebhut: Der Stundenhändler, Regie: Otto Kurth (WDR)
- 1963: Oscar Wilde: Das Sternenkind; Regie: Claire Schimmel (WDR)
- 1964: Irene Kürschner: Himmel und Erde – Ein Hörbild nach Carlo Coccioli (DLF)
- 1965: Jacques Fayet: Der Gehenkte des Gouverneurs, Regie: Mathias Neumann (HR)
- 1966: Paul Wühr: Die Hochzeit verlassen, Regie: Dieter Hasselblatt (DLF)
- 1969: Gabor Altorjay: 17 Hörspiele in Stereo, Regie: Dieter Carls (SDR)
- 1972: Harry Harrison: Eins plus – Eins minus, Regie: Andreas Weber-Schäfer (SDR)
- 1974: Arbeitskreis Science-Fiction der Volkshochschule Köln: Best-Best, Regie: Heiner Schmidt (SWF)
- 1976: Elfriede Jelinek: Die Bienenkönige, Regie: Hartmut Kriste (SDR/RIAS)
- 1976: Raymond Queneau: Der Flug des Ikarus, Regie: Otto Kurth (NDR)
- 1977: Fred Kassak: Diskretion, Regie: Otto Kurth (Kriminalhörspiel – BR)
- 1977: Chester Himes: Lauf, Nigger, lauf, Regie: Walter Alder (WDR)
- 1982: Halldór Kiljan Laxness: Christentum am Gletscher, Regie: Heinz Dieter Köhler (WDR)
- 1984: Bernhard Pfletschinger: Der dunkle Wald, Regie: Heiner Schmidt  (HR/WDR)
- 1987: Hubert Wiedfeld: Das Ende des Schlittenbaus Radiostück in fünf Teilen – nebst einer Opéra Sinistre, Regie: Norbert Schaeffer (RB/DLF/WDR)
- 1987: Heinar Kipphardt: Von deutschen Pflichtmenschen, Regie: Hans Gerd Krogmann (BR/HR/NDR)
- 1988: Alfred Behrens: Abschied in der Dämmerung, Regie: der Autor (BR/HR)
- 1989: Ingomar von Kieseritzky: Die Suizidklinik oder Die individuelle Lösung ist das Wahre, Regie: Norbert Schaeffer (BR)
- 1989: Eva Maria Mudrich: Vogel im Käfig, Regie: Elmar Boensch (WDR/NDR)
- 1990: William Makepeace Thackeray: Die silberne Rose und der silberne Ring, Regie: Werner Simon (BR)
- 1990: Raymond Federman: Alles oder nichts, Regie: Norbert Schaeffer (BR)
- 1991: Hubert Wiedfeld: Der Schatten und sein Schatten, Regie: Norbert Schaeffer (NDR/SDR/SR)
- 1991: Douglas Adams: Per Anhalter ins All, Regie: Ernst Wendt (SWF/BR)
- 1992: Carl-Ludwig Reichert: Anti. Ein Rainer-Werner-Fassbinder-Porträt, Regie: der Autor (BR)
- 1993: Andy Warhol: Das Tagebuch, Regie: Norbert Schaeffer (SWF)
- 1994: Gisela von Wysocki: Noch nie war die Sonne so nah, Regie: Hans Gerd Krogmann (WDR/SWF)
- 1995: Hans-Joachim Alpers: Zwei schwarze Männer graben ein Haus für dich. Regie: Andreas Weber-Schäfer (Kriminalhörspiel – SDR)
- 1995: Stefan Heym: Der König David Bericht, Regie: Götz Frisch (MDR)
- 1996: Dashiell Hammett: Der Malteser Falke, Regie: Norbert Schaeffer (Kriminalhörspiel – SWF/HR/NDR 1996)
- 1996: Zoran Stanojevic: Der Hebel, das Rad, das Feuer ..., Regie: Raoul Wolfgang Schnell (WDR/ORF)
- 1997: Hans Drawe: Durch, Regie: der Autor (HR)
- 1998: Michail Bulgakow: Der Meister und Margarita (Korowjew/Fagott), Regie: Petra Meyenburg (30-teiliges Hörspiel – MDR)
- 1999: Philip Kerr: Esau, Regie: Walter Alder (BR)
- 2000: Donna Woolfolk Cross: Die Päpstin, Regie: Walter Niklaus (MDR)
- 2000: Raoul Schrott: Die Wüste Lop Nor, Regie: Barbara Schäfer, Ulrike Haage (BR)
- 2001: Józef Ignacy Kraszewski: Gräfin Cosel (Graf Vitzthum), Regie: Walter Niklaus (Hörspiel (5 Teile) – MDR)
- 2002: Dorothy L. Sayers: Krimi-Sommer mit Lord Peter (8 Folgen) (Lord Peter Wimsey), Regie: Klaus Zippel (Kriminalhörspiel – MDR/SWR/SFB/ORB)
  - Der Mann ohne Gesicht
  - Der Zank um den Knochen
  - Die Weinprobe
  - Die geheimnisvolle Entführung
  - Das Bild im Spiegel
  - In Ali Babas Höhle
  - Das Spukhaus in Merrimans End
  - Der Pfirsichdieb
- 2002: Umberto Eco: Baudolino – Regie: Leonhard Koppelmann
- 2003: Magdalen Nabb: Nachtblüten – Guarnaccia ermittelt, Bearbeitung und Regie: Christoph Dietrich (Kriminalhörspiel – DLR Berlin 2003)
- 2004: Robert Musil: Der Mann ohne Eigenschaften Remix, Regie: Klaus Buhlert (BR)
- 2005: Grace Yoon: Sonnentango, Regie: die Autorin (SWR)
- 2005: Jules Vernes: In 80 Tagen um die Welt, Regie: Stefan Dutt (MDR)
- 2006: Oscar Wilde: Das Gespenst von Canterville, Orchesterhörspiel, Regie: Judith Lorentz (Kinderhörspiel – SWR/HR/BR/DLR/NDR)
- 2006: Homo Lemnus von S. Santorius – Regie: Judith Lorentz Produktion: SWR
- 2007: Gisbert Haefs: Das Triumvirat hext (Dr. Korff), Regie: Christoph Pragua (Original-Hörspiel – WDR)
- 2007: Bernd Schmidt: Tod im Bild. Der Fall Fabritius, Regie: Stefan Hilsbecher (Hörspiel – SWR)
- 2007: Peter Weiss: Die Ästhetik des Widerstands – Regie: Karl Bruckmaier (Hörspiel – BR / Der Hörverlag)
- 2008: Louis-Ferdinand Céline: Reise ans Ende der Nacht, Regie: Ulrich Lampen (Hörspiel (3 Teile) – BR)
- 2008: Leonardo Padura: Labyrinth der Masken, Regie: Thomas Leutzbach (Hörspiel – WDR)
- 2009: Alexander Kluge: Chronik der Gefühle, Regie: Karl Bruckmaier (BR)
- 2009: Jenny Erpenbeck: Heimsuchung, Regie: Katja Langenbach (BR)
- 2010: Leon de Winter: Leo Kaplan, Regie: Leonhard Koppelmann (HR)
- 2011: Lionel Goldstein: Halpern und Johnson, Regie: Christoph Dietrich (MDR)
- 2012: James Joyce: Dubliner, Hörspiel. Mit Sylvester Groth, Brigitte Hobmeier u. a.; Der Hörverlag, München.
- 2012: Edgar Lawrence Doctorow: Homer & Langley (Homer) – Bearbeitung und Regie: Martin Heindel (Hörspielbearbeitung – HR)
- 2013: Anne Krüger: Hirnströms Welt (Hirnström), Regie: Andrea Getto (Hörspiel – HR/DLF)
- 2014: Hans Magnus Enzensberger: Herr Zett, Regie: Ulrich Lampen (HR)
- 2014: Roald Dahl: Der magische Finger, Regie: Petra Feldhoff (WDR)
- 2015: Lawrence Sterne: Leben und Ansichten von Tristram Shandy, Gentleman (Vater) – Regie: Karl Bruckmaier (Hörspiel in 9 Teilen – BR)
- 2015: Stephan Kaluza: Tabledance, Bearbeitung und Regie: Martin Heindel (WDR)
- 2016: Joseph Conrad: Der Geheimagent, Regie: Martin Zylka (WDR)
- 2017: Karl May: Sitara, Regie: Michael Farin (BR)
- 2018: Frank Witzel: Stahnke, Regie: Leonhard Koppelmann (BR)
- 2019: Miguel Cervantes: Don Quijote, Regie: Kirstin Petri (SWR)
- 2019: Alexander Kluge: Das neue Alphabet, Regie: Karl Bruckmaier (BR)
- 2020: Gesche Piening: Einsam stirbt öfter Ein Requiem, Regie: die Autorin (BR)
- 2021: Martin Mosebach: Sesam, schließe dich!, Regie: Thomas Wolfertz (ARD Radio Tatort HR)
- 2023: Katja Röder: Laim, mon amour, Regie: Ulrich Lampen (ARD Radio Tatort BR)
- 2024: Wilhelm Genazino: Nie! Nie! Nie!, Regie: Ulrich Lampen (SWR)

## Theaterstücke (Auswahl)
| Spielzeit 1961/1962 Städtische Bühnen Frankfurt - Unsere kleine Stadt - Undine - Tagebuch der Anne Frank Spielzeit 1962/1963 Schauspiel Köln - Frau Warrens Gewerbe von George Bernard Shaw - Die Glasmenagerie von Tennessee Williams - Nathan der Weise von Gotthold Ephraim Lessing 1963 Städtische Bühnen Frankfurt - Faust. Eine Tragödie. von Johann Wolfgang von Goethe - Die Alkestiade von Thornton Wilder 1964–1973 Residenztheater München - Ein Duft von Blumen von James Saunders - Clavigo von Johann Wolfgang von Goethe - Maria Stuart von Friedrich Schiller - Nathan der Weise von Gotthold Ephraim Lessing - Die Ratten von Gerhart Hauptmann - Woyzeck von Georg Büchner - Die Freier von Joseph von Eichendorff - Der Werbeoffizier von George Farquhar - Die Räuber von Friedrich Schiller - Kabale und Liebe von Friedrich Schiller - George Dandin von Molière - Was ihr wollt von William Shakespeare - Iphigenie auf Tauris von Johann Wolfgang von Goethe - Des Meeres und der Liebe Wellen von Franz Grillparzer - Strategen der Liebe von George Farquhar - Minna von Barnhelm von Gotthold Ephraim Lessing | Weitere - Johanna auf dem Scheiterhaufen von Arthur Honegger (1973 Sprechrolle in konzertanter Aufführung unter Rafael Kubelík) - Jahre später, gleiche Zeit von Bernard Slade – Theater am Kurfürstendamm - My Fair Lady von Frederick Loewe / Alan J. Lerner – Deutsches Theater München - The Brendan Voyage von Shaun Davey – Philharmonie im Gasteig - Oedipus Rex von Igor Strawinsky – Philharmonie im Gasteig - Educating Rita von Willy Russel – Theater des Westens - My Fair Lady von Frederick Loewe / Alan J. Lerner – Theater des Westens - Die Möwe von Anton Tschechow – Städtische Bühnen Bonn - Schluck und Jau von Gerhart Hauptmann – Städtische Bühnen Bonn - Egmont (Goethe) von Johann Wolfgang von Goethe Schauspielhaus Düsseldorf - Die Bernauerin von Carl Orff (in Zürich, München und Nürnberg) - Die Wildente von Henrik Ibsen Berliner Volksbühne - Normans Eroberungen von Alan Ayckbourn Bayerisches Staatsschauspiel - Die Geschichte vom Soldaten von Igor Strawinsky – Cuvilliés-Theater Festspiele/Tourneen - Der Mond von Malibu von Curth Flatow - Seid nett zu Mr. Sloane von Joe Ortons (auch Regie) - Falscher Alarm von Mary Orr - Shakespeare for Lovers Übersetzer Robert Gillner - Normans Eroberungen von Alan Ayckbourn - Tödliches Narrenspiel von Peter Shaffer - Biedermann und die Brandstifter von Max Frisch - Pygmalion von George Bernhard Shaw - Mond über dem Fluss von Fráňa Šrámek. Bearb. von Pavel Kohout - Wie es euch gefällt von William Shakespeare (auch Regie) - Die Lokomotive von André Roussin - Möwe und Mozart von Peter Limburg - Mörderische Phantasien von Bernard Slade - Der Mentor von Daniel Kehlmann - Heinrich IV. von William Shakespeare (Luisenburg-Festspiele Wunsiedel) - Romeo und Julia von William Shakespeare (Festspiele Schwäbisch Hall ) |